# Leiopus femoratus
Leiopus femoratus là một loài bọ cánh cứng trong họ Cerambycidae.